# Stade de la Mosson
Stade de la Mosson är en fotbollsarena i Montpellier, Frankrike. Den är hemarena för fotbollslaget Montpellier HSC. Arenan invigdes den 13 januari 1972 och hade då en kapacitet på 16 000 åskådare. Arenan renoverades under 1998, och antalet platser ökades till 32 900.

## Fotbolls-VM 1998
Under världsmästerskapet i fotboll 1998 var arenan värd för sex matcher.
| Datum   | Lag 1    | Resultat | Lag 2     |
| ------- | -------- | -------- | --------- |
| 10 juni | Marocko  | 2 – 2    | Norge     |
| 12 juni | Paraguay | 0 – 0    | Bulgarien |
| 17 juni | Italien  | 3 – 0    | Kamerun   |
| 22 juni | Colombia | 1 – 0    | Tunisien  |
| 25 juni | Tyskland | 2 – 0    | Iran      |
| 29 juni | Tyskland | 2 – 1    | Mexiko    |